# Bryum apalodictyoides
Bryum apalodictyoides är en bladmossart som beskrevs av C. Müller 1853. Bryum apalodictyoides ingår i släktet bryummossor, och familjen Bryaceae. Inga underarter finns listade i Catalogue of Life.